# 大畑哲
大畑 哲（おおはた さとし
1929年（昭和4年）- 2010年（平成22年））は、日本の自由民権運動研究家、教育者 。神奈川県伊勢原市上粕屋の雨岳文庫（国登録有形文化財、山口家住宅）資料館の初代館長。

## 略歴
1929年静岡県出身。東北大学経済学部を卒業。元神奈川県立厚木高等学校教諭 。神奈川県史のほか、厚木・相模原・大和・座間・綾瀬など、神奈川県内の多くの自治体史編さんに携わった。

## 著書
- 『大矢正夫小伝 : 郷土民権家の生涯と思想』（青芝俳句会、1974年）[3] 。
- 『神奈川の自由民権運動』（新かながわ社、1982年）[4]。
- 『自由民権運動と神奈川』（有隣堂、1987年）[3]。
- 『よみがえる群像 : 神奈川の民権家列伝　正・続』（神奈川新聞社：かなしん出版、1988-89年）[3]。
- 『相州自由民権運動の展開』（有隣堂、2002年）[3]。
- 『かながわ自由民権探索』（夢工房、2008年）[3]。
- 『かながわ自由民権探索　続』（夢工房、2008年）[3]。

## 共著書
- 大畑哲、山口匡一、石倉光男、佐々木徹著『山口左七郎と湘南社 : 相州自由民権運動資料集』（まほろば書房、1998年）[3]。

## 編著
- 『明治・大正・昭和の郷土史14神奈川県』（昌平社、1982年）[3]。
- 小宮保次郎著『神奈川の自由民権 : 小宮保次郎日誌』（勁草書房、1984年）[3]。